# Cryomyces antarcticus
Cryomyces antarcticus är en svampart som beskrevs av Selbmann, de Hoog, Mazzaglia, Friedmann & Onofri 2005. Cryomyces antarcticus ingår i släktet Cryomyces, klassen Dothideomycetes, divisionen sporsäcksvampar och riket svampar.   Inga underarter finns listade i Catalogue of Life.